# Intervention militaire chinoise au Tibet
L'intervention militaire chinoise au Tibet, connue également sous le nom d'invasion du Tibet, désigne l'envoi, par la république populaire de Chine, d'une force armée au Tibet en octobre 1950 pour reprendre le contrôle de ce territoire indépendant de facto depuis 1912.
Cette opération militaire est appelée « libération pacifique du Tibet » par le gouvernement de la RPC, le terme « libération » désignant la reconquête de la Chine semi-colonisée et n'ayant rien de spécifique au Tibet,,. Elle est qualifiée d'« invasion du Tibet » par le gouvernement tibétain en exil et les États-Unis.
L'armée populaire de libération (APL) défait l'armée tibétaine le 7 octobre 1950 à Chamdo, chef-lieu du Kham (Tibet oriental).
L'accord en 17 points sur la libération pacifique du Tibet, signé le 23 mai 1951 par des représentants du 14e dalaï-lama et le gouvernement de la RPC, met un terme au conflit et affirme la souveraineté chinoise sur le Tibet.

## Terminologie
L'opération est appelée « invasion du Tibet » par le gouvernement tibétain en exil, le Congrès américain, la revue d'analyse militaire Jane,, la Commission internationale de juristes et le Center for World Indigenous Studies,,,,,,,.

## Historique

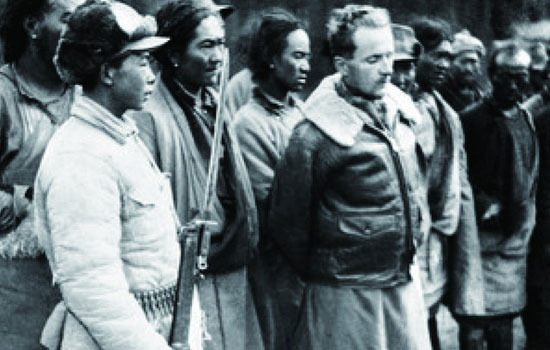
Des soldats de l'armée populaire de libération entourent le diplomate britannique Robert W. Ford lors de son arrestation en 1950.

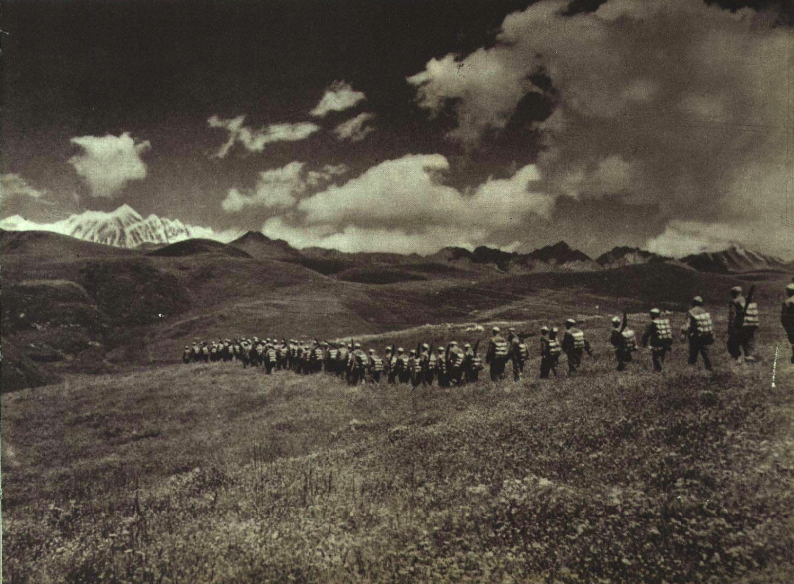
Des soldats de l'APL marchent vers le Tibet en 1950.

Le Tibet prend une indépendance de fait à la révolution chinoise, après le soulèvement de Wuchang (1911).
En 1933, le parti nationaliste chinois au pouvoir depuis 1912, divise le Tibet en deux avec à l'Est la province du Xikang, après la guerre Tibet-Qinghai et la guerre sino-tibétaine.
En 1949[Quand ?], voyant que les communistes prenaient le contrôle de la Chine, le Kashag expulse tous les Chinois liés au gouvernement chinois, sous les protestations à la fois du Kuomintang et des communistes. Le Parti nationaliste chinois se réfugie sur l'île de Taïwan (ou Formose).
Le 1er octobre 1949, la république populaire de Chine (RPC) est déclarée par le Parti communiste chinois.
Le 3 novembre 1949, le Kashag envoya une lettre au secrétaire d'État américain, Dean Acheson, lui demandant de soutenir l'adhésion du Tibet à l'ONU. Des appels similaires furent envoyés aux gouvernements indien et britannique. Le gouvernement indien donna comme argument contre cette candidature que l'URSS utiliserait son droit de veto au Conseil de sécurité, et que cette démarche agacerait la Chine inutilement. L'antenne du Foreign Office britannique à New Delhi était du même avis concernant l'URSS, et suggéra d'expliquer au Kashag la position des gouvernements occidentaux par l'intermédiaire du résident indien à Lhassa. Acheson souhaitant faire davantage pression sur l'Inde adressa un câble à Loy W. Henderson, ambassadeur américain en Inde. Quand K. P. S. Menon et Henderson abordèrent la question de l'admission du Tibet à l'ONU, Menon déclara, catégorique, que la requête du Tibet était sans espoir, et qu'un débat à l'ONU agiterait indûment la question tibétaine risquant de provoquer une réaction immédiate des communistes chinois. Un télégramme de Henderson à Acheson souligne qu'alors l'Inde avait pratiquement le monopole des relations étrangères et des communications tibétaines avec le monde non communiste.
En septembre 1950, le général Liu Bocheng et le représentant de la RPC au Sichuan, Deng Xiaoping, annoncèrent que le Tibet allait être « libéré ».
Le 7 octobre 1950, le général Zhang Guohua, à la tête de 40 000 soldats, franchit la Yangzi Jiang (Drichu) en une demi-douzaine de points.
Selon le journaliste Thomas Laird, à Chamdo, chef-lieu du Tibet oriental (Kham), les unités extrêmement mobiles de l'APL encerclèrent rapidement les forces tibétaines dépassées en nombre, et le 19 octobre 1950, 5 000 soldats tibétains avaient été tués, et la petite armée tibétaine se rendit. Après confiscation de leurs armes, les prisonniers reçurent des livres sur le socialisme, un peu d'argent, et furent renvoyés chez eux. Selon la république populaire de Chine, la bataille de Chamdo se termina le 24 octobre, se soldant par 114 soldats de l'APL et 180 soldats tibétains tués ou blessés.
Ngabo Ngawang Jigme, commandant-en-chef de l'armée tibétaine et gouverneur de Chamdo, capitula le 19 octobre 1950. Désormais entre les mains de l'Armée populaire de libération, il envoya, le 9 novembre 1950, un télégramme au gouvernement tibétain à Lhassa, l'informant de la nécessité d'envoyer des émissaires à Pékin pour y engager des pourparlers.
L'APL continua ensuite sa progression en direction du Tibet central, mais s'arrêta dans son avancée 200 km à l'est de Lhassa, à l'endroit que la Chine appelle la frontière de jure du Tibet,.
C'est ici qu'ils s'arrêtèrent et exigèrent la « libération pacifique » du Tibet. L'APL, tout en possédant un avantage militaire écrasant, souhaitait éviter l'intervention d'autres puissances telles que les États-Unis.
Selon le 14e dalaï-lama, l'APL n'attaqua pas les civils : « les Chinois étaient très disciplinés. Ils étaient comme les soldats anglais (en 1904). Même mieux que les Anglais, car ils ont distribué un peu d'argent (aux villageois et responsables locaux). Ils ont ainsi soigneusement tout planifié ».
L'APL envoya à Lhassa des prisonniers libérés (dont Ngabo Ngawang Jigme, le commandant en chef de l'armée tibétaine), pour convaincre le dalaï-lama de négocier. L'APL promit que si le Tibet était « libéré pacifiquement », les élites tibétaines garderaient leurs privilèges et leur pouvoir.
Le 7 novembre 1950, le gouvernement du Tibet envoie un appel aux Nations unies concernant l'invasion du Tibet par la Chine. Le Salvador dans son époque autoritaire militaire, gouvernée par le lieutenant Óscar Osorio Hernández, seul à soutenir le gouvernement tibétain, propose une résolution aux Nations unies, mais en raison de la guerre de Corée qui se déroule au même moment, et de l'hésitation de l'Inde, le débat sur l'appel du Tibet aux Nations unies est ajourné.
Comme l'APL avait cessé le feu et demandé une négociation pacifique plutôt que d'entrer dans Lhassa par la force, l'ONU renonça à traiter la question du Tibet. L'association de la pression militaire, des rapports sur le bon traitement de la population locale et des prisonniers libérés ainsi que le manque de soutien international conduisirent les représentants tibétains à s'engager dans des négociations avec l'APL.

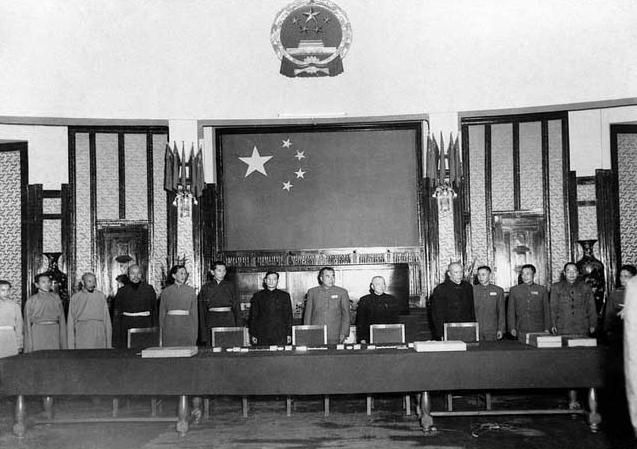
Signature de l'accord en 17 points le 23 mai 1951.

En mai 1951, les représentants tibétains signèrent à Pékin, avec le gouvernement central de la Chine, un accord en 17 points. Cet accord fut ratifié à Lhassa quelques mois après,.
En plus de reconnaître la souveraineté chinoise pour la première fois dans l'histoire tibétaine (point 1), les Tibétains étaient tenus désormais d'aider les troupes et les cadres de l'APL à occuper pacifiquement le Tibet (point 2). Les Tibétains acceptaient également de renoncer à s'occuper des affaires étrangères, de la défense des frontières et du commerce du Tibet (point 14) et acceptaient que l'armée tibétaine soit progressivement incorporée dans l'APL, quoique sans qu'une échéance précise soit fixée (point 8). Ils acceptaient également le retour du panchen lama au Tibet (points 5 et 6) et la création d'une nouvelle entité administrative, le Comité administratif militaire (point 15), distinct du gouvernement local tibétain et soumis au gouvernement populaire central. Le texte contenait également une déclaration mettant fin officiellement à la monnaie tibétaine.
Le texte de l'accord reconnaissait l'autonomie régionale, la liberté religieuse et le maintien des revenus du clergé bouddhiste.
Selon le gouvernement chinois, le 26 octobre 1951, les troupes de l'APL, commandées par Zhang Guohua, entrèrent pacifiquement à Lhassa, où plus de 20 000 personnes se pressaient le long de leur passage. Il y eut une cérémonie de bienvenue en leur honneur, où Lhalu Tsewang Dorje fit un discours puis il y eut un banquet pour marquer la libération pacifique du Tibet et pour célébrer l'unité retrouvée des Han et des Tibétains. Y participèrent les chefs de la 18e armée et les principaux responsables du gouvernement tibétain. Le 19 novembre, le 14e dalaï-lama devait donner un banquet en l'honneur des officiers supérieurs de l'APL à Lhassa.

## Conséquences

### Incorporation du Tibet à la Chine

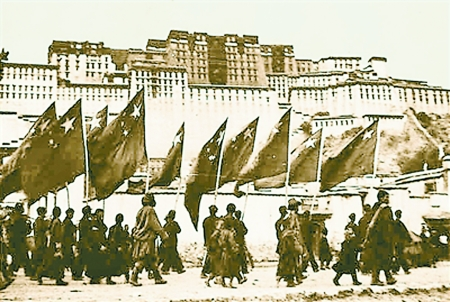
L'armée chinoise défilant à Lhassa le 26 octobre 1951.

L'accord en 17 points, un traité, est conclu le 23 mai 1951 à Pékin entre des délégués du 14e dalaï-lama et de la république populaire de Chine : le Tibet, qui connaissait depuis 1912 une indépendance de fait, est incorporé à la république populaire de Chine. Cinq mois après la signature, le dalaï-lama envoie un télégramme à Mao Zedong pour exprimer, selon l'ambassadeur de Chine à Singapour Hong Xiaoyong, son soutien à l'accord et sa détermination à le mettre en œuvre. Pendant huit ans, selon la formule du poète Jean Dif, « le parti communiste chinois va cohabiter avec l'une des dernières théocraties féodales du monde », situation qualifiée par Rene Wadlow de « coexistence », le dalaï-lama ne se voyant attribuer alors qu'une position symbolique mais vide au sein du Parlement central chinois.
Selon l'historien Melvin Goldstein, il était évident que l'incorporation du Tibet à la république populaire de Chine amènerait deux systèmes sociaux opposés à un face à face. Au Tibet occidental, les communistes chinois optèrent pour ne pas donner à la réforme sociale une priorité immédiate. Au contraire, de 1951 à 1959, la société tibétaine traditionnelle avec ses seigneurs et ses propriétés seigneuriales reposant sur le servage continua à fonctionner inchangée. Malgré la présence de vingt mille soldats de l'APL au Tibet central, le gouvernement du dalaï-lama fut autorisé à maintenir le servage et des symboles importants de la période d'indépendance de facto.

### Réaction indienne
À l'époque où l'APL attaque le Tibet, le Premier ministre adjoint de l'Inde Sardar Vallabhbhai Patel déclare : « Utiliser l'épée contre le peuple tibétain traditionnellement pacifique est injustifié. Aucun autre pays au monde n'est aussi attaché à la paix que le Tibet. Le gouvernement chinois n'a pas suivi l'avis de l'Inde de régler pacifiquement cette affaire. » Rajendra Prasad, président de l'Inde, déclara devant l'Assemblée nationale indienne : « L'Inde doit nécessairement être concernée par ce qui se passe au Tibet, dans l'espoir que l'autonomie de ce pays pacifique soit sauvegardée ».

## Épilogue
L'accord en 17 points fut dénoncé 8 ans plus tard, en 1959, par le dalaï-lama et son gouvernement, qui affirment qu'il fut signé par les Tibétains sous la contrainte. Selon le gouvernement tibétain en exil, le Tibet vaincu et sous la menace de l'envoi d'une armée à Lhassa n'avait pas d'autre choix que de signer l'accord en 1951, traité qui fut dénoncé par le dalaï-lama au dzong de Lhuntsé dès son arrivée en Inde en 1959.